# Максимовичи (Львовская область)
Максимовичи (укр. Максимовичі) — село в Бисковичской сельской общине Самборского района Львовской области Украины.
Население по переписи 2001 года составляло 516 человек. Занимает площадь 5,35 км². Почтовый индекс — 81450. Телефонный код — 3236.